# Степное (сельское поселение Свободненское)
Степное (до 1938 — Пурвинен (нем. Purwienen), до 1947 — Альтвайлер (нем. Altweiler)) — посёлок в Черняховском муниципальном округе Калининградской области России. 

## История
С 1874 по 1945 год деревня Пурвинен была включена в состав сельского округа Юдчен и входила в состав района Гумбиннен в административном округе Гумбиннен провинции Восточная Пруссия. 3 июня 1938 года Пурвинен получил измененное название Альтвайлер по политико-идеологическим причинам.
В 1945 году в результате Второй мировой войны это место вместе с северной частью Восточной Пруссии перешло к Советскому Союзу. В 1947 году посёлок получил русское название Степное и был отнесен к Краснополянскому сельсовету Сельсовета Черняховского района. В 1988 году к Степному отнесен упразднённый посёлок Холмы (до 1938 — Шилленингкен, до 1947 — Каймельскруг). С 2008 по 2015 год Степное входило в состав Свободненского сельского поселения, с 2022 года — в Черняховский муниципальный округ.

## Население
| 1910 | 1933 | 1939 | 2002 | 2010 |
| ---- | ---- | ---- | ---- | ---- |
| 141  | ↘111 | ↗120 | ↘49  | ↘33  |